# Grand Theft Auto 2
Grand Theft Auto 2 er Rockstar Games' opfølger til Grand Theft Auto, der skabte røre med sin upolitiske vold[kilde mangler]. Genren er fortsat i "sandkasse-stil", hvor man kan gøre som man lyster – eller prøve at stige i graderne blandt de forskellige bander.
Synsvinklen er ligeledes stadigvæk fra oven. Selve det tidspunkt spillet foregår på er dog noget ude i fremtiden,, da man nu har strøm-rifler og fremtidsbiler til rådighed.